# Richard Kiel
Richard George Dawson Kiel (Detroit, 13 de setembro de 1939 — Fresno, 10 de setembro de 2014) foi um ator norte-americano. Kiel ficou conhecido pelo seu papel de "Jaws" (dentes de aço) nos filmes de James Bond, The Spy Who Loved Me (1977) e Moonraker (1979). Também participou do filme Golpe Baixo (1974)  com Burt Reynolds e Eddie Albert e do filme Happy Gilmore, estrelado por Adam Sandler.
Também interpretou Malak (Molok em algumas versões), da série Land of the lost, no capítulo O Elo Perdido. Em Jeannie é um Gênio, participou de um episódio como Ali, um carrasco das prisões de Bagdá 2000 anos atrás, que se interessou por Jeannie.
Com 2,172 metros  de altura, chegou a ser cogitado para interpretar o Hulk na série de TV, mas acabou sendo substituído por Lou Ferrigno, pois os produtores consideraram que Kiel era "gentil e afetuoso demais" para interpretar o monstro verde.